# American Pie Présente : Les Sex Commandements
Pour les articles homonymes, voir American Pie.
Série American Pie Présente
American Pie Présente : Campus en folie
(2007) American Pie Présente : Girls Power
(2020)
Pour plus de détails, voir Fiche technique et Distribution.
American Pie Présente : Les Sex Commandements ou Folies de graduation Présente : Le Livre de l'amour au Québec (American Pie Presents: The Book of Love) est un film américain de John Putch, sorti directement en vidéo en 2009.
Il s'agit du quatrième volet de la série de films American Pie Présente, dérivée de la série cinématographique American Pie. Ce film se déroule une dizaine d'années après le premier opus de la série principale.

## Synopsis
Rob se fait constamment humilier par son frère Cody, par le biais de vidéos que celui-ci prend de son aîné dans des situations très inconfortables. Nathan, lui, cherche désespérément à satisfaire sa petite amie Dana. Et enfin, Lube fantasme sans cesse sur Ashley, une pom-pom girl, sans doute la plus belle fille du lycée. Dans des situations toutes plus inconfortables les unes que les autres, les trois amis souhaitent perdre leur pucelage le plus rapidement possible.
Lorsque, pendant une soirée à thème « Hawaï », Rob met accidentellement le feu à un rayon de la bibliothèque du lycée d'East Great Falls Highs, il se voit contraint, en compagnie de Heidi Hallbrooks -également présente à ce moment-là-, de remettre les livres en état ainsi que la zone sinistrée. C'est à ce moment que, par le biais d'une base d'étagère endommagée, il découvre une encyclopédie intitulée La Bible du Sexe. C'est avec cet ouvrage que les trois étudiants pourront trouver un moyen de perdre leur pucelage.
Malheureusement, le livre étant en partie illisible, ils vont tout d'abord devoir le restaurer, et par conséquent rencontrer toutes les personnes ayant possédé la bible. À commencer par un certain Noah Levenstein...

## Fiche technique
Sauf indication contraire, les informations mentionnées dans cette section peuvent être confirmées par la base de données cinématographiques IMDb,  présente dans la section « Liens externes ».
- Titre original : American Pie Presents: The Book of Love
- Titre français : American Pie présente : Les Sex commandements[Note 1]
- Titre québécois : Folies de graduation présente : Le Livre de l'amour
- Réalisation : John Putch
- Scénario : David H. Steinberg, d'après les personnages créés par Adam Herz (en)
- Musique : David Lawrence
- Direction artistique : Teresa Weston
- Décors : Tony Devenyi et Jennifer Kom-Tong
- Costumes : Cynthia Ann Summers
- Photographie : Ross Berryman
- Son : Steven Utt, Sean Madsen, Kelly Vandever
- Montage : John Gilbert
- Production : Mike Elliott

Production exécutive : Simon Abbott
Production associée : Greg Holstein
Production déléguée : Craig Perry et Warren Zide
- Sociétés de production[1] : Capital Arts Entertainment, avec la participation de Universal Pictures Home Entertainment (UPHE)
- Sociétés de distribution[1] : Universal Pictures Home Entertainment (UPHE)
- Budget : 7 millions $USD[réf. souhaitée]
- Pays d'origine :  États-Unis
- Langue originale : anglais, français
- Format[2] : couleur - 35 mm - 1,85:1 - son Dolby Digital
- Genre : comédie
- Durée : 93 minutes
- Dates de sortie[3] :
  - France : 15 décembre 2009
  - États-Unis, Canada : 22 décembre 2009
- Classification[4] :
  -  États-Unis : Interdit aux moins de 17 ans (R – Restricted)[Note 2].
  -  France : Déconseillé aux moins de 12 ans
  -  Canada (sauf Québec) : Interdit aux moins 18 ans.
  -  Québec : Interdit aux moins de 13 ans.

## Distribution
- Eugene Levy (VF : Michel Papineschi ; VQ : Raymond Bouchard) : Noah Levenstein
- Bug Hall (VF : Pascal Nowak ; VQ : Kevin Houle) : Rob Shearson
- Kevin M. Horton (de) (VF : Charles Pestel ; VQ : Gabriel Lessard) : Nathan Jenkyll
- Brandon Hardesty (VF : Emmanuel Rausenberger ; VQ : Alexis Lefebvre) : Marshall « Lube » Lubedski
- John Patrick Jordan (VF : Ludovic Baugin ; VQ : Nicholas Savard L'Herbier) : Scott Stifler
- Nico McEown : Cody Shearson
- Beth Behrs (VF : Karine Foviau ; VQ : Kim Jalabert) : Heidi Hallbrooks
- Melanie Papalia (VF : Barbara Beretta ; VQ : Stéfanie Dolan) : Dana Harper
- Jennifer Holland (VF : Armelle Gallaud ; VQ : Magalie Lépine-Blondeau) : Ashley Monnaghan
- Louisa Lytton (VQ : Claudia-Laurie Corbeil) : Imogen Fidmann
- Rosanna Arquette (VF : Marie-Laure Dougnac) : Madeleine, la mère de Rob
- Curtis Armstrong : Peter O'Donnell
- Cindy Busby (VQ : Ariane-Li Simard-Côté) : Amy
- Giselle Lavande : Monique

## Autour du film
- Aucun des personnages des six premiers films n'est présent dans le film à part Noah Levenstein (Eugene Levy), le père de Jim. En revanche, sur la deuxième de couverture de la Bible du sexe, on retrouve les signatures de Jim Levenstein, de Kevin Myers, de Steve Stifler et de Chris Ostreicher en 1999, de Dwight Stifler en 2003, ainsi que celle de Matt Stifler en 2005 et enfin les signatures d'Erik Stifler et de Mike Coozeman en 2007.
- L'expression Book of love se retrouve dans la chanson American Pie de l'auteur-compositeur-interprète Don McLean (Did you write the book of love?) .
- Le livre a déjà été vu dans le premier American Pie, quand Kevin Myers téléphone à son frère Tom qui lui dira où se trouve la bible.
- Lors de la partie de poker à laquelle prend part Scott Stifler et ses compères au chalet, et notamment lorsque Kathy Jenkins lui demande des jetons, on peut clairement lire sur ces derniers l'inscription Bellagio, en référence au mythique casino de jeux de Las Vegas.
- Lors de cette même soirée au chalet, Nathan pratique sur sa petite amie Dana la fameuse « tornade de la langue, » qu'il a apprise dans la Bible du sexe. C'est cette même technique que Kevin Myers pratique sur sa petite amie Vicky dans le premier opus. Il faut donc croire que cette méthode a fait ses preuves, car elle a apparemment perduré pendant au moins une dizaine d'années.
- Lorsque Lube, Nathan et Rob s'aperçoivent que Monique a fait un arrêt cardiaque, le fils présumé de cette dernière, Dave, arrive en courant et s'écrie : « Qu'est-ce que vous êtes en train de faire à Maman ? » ; sa tenue montre une certaine ressemblance avec celle portée par Leatherface, le tueur de Massacre à la tronçonneuse.